# Еријел Пауерс
Еријел Пауерс (рођена 17. јануара 1994.) је америчка професионална кошаркашица која игра за Вашингтон Мистикс из Женског националног кошаркашког савеза (ВНБА). Играла је колеџ кошарку у држави Мичиген. Након успешне каријере на колеџу са Спартанцима, Пауверс је драфтована као 5. пик 1. рунде на ВНБА драфту 2016. године од стране Далас Вингс-а.

## Младост
Пауверс је рођена у Детроиту, Мичиген, од Јуана и Цецелије Пауверс. Има млађег брата по имену Јуан Млађи Пауерс. Пре него што је играла кошарку, Пауверс је у младости учествовала у боксу.

## Средња школа
Пауверс је 2012. матуранткиња државног Дана Детроита. Током своје средњошколске каријере, Пауверс је водила њен школски тим на четири узастопна регионална првенства. По завршетку студија, Пауверс је прихватила кошаркашку стипендију на Мичиген Стејт Универзитету.

## Колеџ
Еријел је четири сезоне похађала Мичиген Стејт Универзитет. Пауверс није могла да игра за Мичиген Стејт у својој првој години због поцепане Ахилове тетиве коју је претрпела у пракси пре него што је започела сезона. У својој другој години, Пауверс се вратила здрава и просечно је бележила 13.8 поена по утакмици у својој првој сезони за Мичиген Стејт. Током своје прве сезоне, Пауверс је имала 26 поена и 18 скокова против Универзитета Хамптон у првом колу НЦАА турнира, што је треће највише поена које је освојио Спартанац са Мичиген Стејта на турниру НЦАА, док је њен учинак у скоку оборио рекорд Мичиген Стејта на НЦАА турниру. На крају своје прве сезоне, Пауверс је именована у Алл-Биг Тен прву поству, чиме је постала први бруцош Мичиген Стејта који је икада именован у прву поставу. Такође је именована за Биг Тен Алл-Фрешмен тим и била је прималац награде за играча године у Мичиген Стејту и Спартан Хасл награду. У својој другој сезони у Мичиген Стејту, Пауверс је имала најбољу годину у каријери на колеџу, у просеку је постизала 21.9 поена и 12.1 скока по утакмици. Током сезоне имала је 24 дабл-дабла, што ју је везало за прво место у Алл-Биг Тен Првом тиму и била је трећепласирана у НЦАА-и. У својој финалној сезони са Мичиген Стејт-ом, Пауверс је просечно бележила 21.8 поена и 9.2 поена по утакмици. У фебруару 2016., Пауверс је зарадила ЕСПНВ играча недеље након великих 40 поена, заједно са 8 скокова и 6 асистенција у победи од 114 до 106 против Минесоте. До краја сезоне, трећи пут је именована за Алл-Американ трећи тим и Алл-Биг Тен први тм. Након њене сениорске сезоне, Пауверс је ушала у ВНБА драфт 2016. године.

### Статистика у Мичигену
| Година   | Тим           | ОУ | МПУ  | ПШ%  | 3П%  | СБ%  | СПУ  | АПУ | УПУ | БПУ | ППУ  |
| -------- | ------------- | -- | ---- | ---- | ---- | ---- | ---- | --- | --- | --- | ---- |
| 2013-14  | Мичиген Стејт | 32 | 26.4 | .485 | .322 | .714 | 8.3  | 2.4 | 1.8 | 0.7 | 13.8 |
| 2014-15  | Мичиген Стејт | 31 | 35.5 | .397 | .303 | .783 | 12.1 | 3.5 | 2.2 | 1.2 | 21.9 |
| 2015-16  | Мичиген Стејт | 32 | 32.8 | .442 | .312 | .830 | 9.2  | 2.9 | 2.0 | 0.7 | 21.8 |
| Каријера | Каријера      | 95 | 31.5 | .441 | .312 | .775 | 9.8  | 2.8 | 2.0 | 0.8 | 18.9 |